# Karatekin, Korgun
Karatekin là một xã thuộc huyện Korgun, tỉnh Çankırı, Thổ Nhĩ Kỳ. Dân số thời điểm năm 2010 là 148 người.